# 고증학
고증학(考證學)은 중국 명나라 말기부터 청나라 초반 사이에 문헌학, 언어학을 중심으로 객관적·실증적 태도를 견지하며 발전한 유학의 한 분파를 가리키는 말이다.

## 역사

### 처음
명대 중기 이후 극도로 융성한 양명학은 개인의 마음의 연구, 수양을 중심 문제로 하여 주관적·직관적 방법론을 존중하였다. 이 같은 양명학의 공론적 경향은 명말에 이르러 더욱 심하였고 이러한 경향을 비판하면서 이른바 명의 유로(遺老)들이 명말로부터 청초에 걸쳐서 제창한 경세치용의 학문은 실제의 정치·사회에 대한 학문의 역할을 중시하고, 경학(經學)·사학(史學)에 비추어 객관적·실증적으로 그들의 이상과 그것을 달성하기 위한 구체적인 방책을 논하는 것이었다.
학문의 대상이 이와 같이 개인의 내면적 문제에서 외면적인 정치·사회의 문제로 전환하게 된 배후에는 명말의 정치적 혼미, 사회적 변동, 그리고 이민족 만주인의 중국 침입과 지배라고 하는 국가와 민족의 위기적 사태가 있었다. 따라서 유로들의 경세치용 의식에는 반만반청(反滿反淸)의 강한 민족의식이 수반되어 있었다. 이와 같이 경세치용의 학문은 청초에 걸쳐 청초의 3대유(三大儒)로 불리는 황종희, 고염무, 왕부지 등에 계승되어 그들의 경학·사학에 관한 탁월한 연구 업적 속에서 결실되었다. 황종희의 〈역학상수론(易學象數論)〉, 고염무의 《일지록(日知錄)》, 《음학5서(音學五書)》, 왕부지의 경학에 관한 제연구 등에 나타난 객관적·실증적 태도는 뒤의 청조 고증학의 출발점이 되었다. 그러나 그들의 경학·사학의 연구가 그 본래의 형태대로 고증학으로 발전하여 간 것은 아니었다. 청조의 지배가 확립되고 중국의 정치 사회의 안정이 실현되는 데 따라, 또 강희(康熙)·옹정(雍正)·건륭(乾隆)의 3대에 걸친 '문자(文字)의 옥(獄)'이라고 하는 필화사건이나 금서 등의 사상탄압 정책에 의하여 청초의 학풍에서는 경세치용적 요소도 반만(反滿) 민족의식도 차차 표면적으로는 그 모습이 소멸되고, 오직 실증적인 측면만이 발전하여 건륭으로부터 가경(嘉慶)에 걸친 고증학 전성시대를 현출(現出)시킨 것이다.

### 발전
고증학은 전기 청초의 3대유에서 보는 바와 같이 명말의 심학의 공론적 경향과는 대조적으로 한대(漢代) 훈고학의 복귀를 목표로 한학(漢學)의 기치를 들고 실사구시를 모토로 하였다. 그 중심은 문헌학, 언어학 연구에 있다. 청초 고증학은 개조라고 불리는 고염무에 이어 염약거, 호위(胡渭) 등이 그 기초를 굳혔고, 전성기에 들어서면 순수한 한학을 개척한 쑤저우(蘇州)의 혜동(惠棟)과 그 계통의 여소객(余蕭客), 강성(江聲), 왕명성(王鳴盛), 전대흔(錢大昕：오파, 소주학파), 고염무의 학풍을 받고 다시 천문역산(天文曆算)·예제(禮制)의 학에 뛰어난 안후이(安徽)의 강영(江永)과 그 계통의 대진(戴震), 단옥재(段玉裁), 왕염손(王念孫), 왕인지(王仁之) (완파-안휘학파), 《사고전서(四庫全書)》의 발기자인 북경의 주균(朱筠), 그것을 완성시킨 기균(北方의 學), 그밖에 대관료로서 고증학의 집대성자인 완원(阮元)(양주의 학) 등 각지에 수많은 학자가 배출되어 다채로운 학풍을 겨루었다. 청말(淸末) 민국(民國)초의 유명한 혁명가인 장빙린은 청조 고증학 최후의 대가이다.

### 말기
한편, 고증학의 한학적인 방법론에 대하여, 안휘성 동성(桐城)의 방포(方苞)는 송대의 유학을 숭상하고, 당송팔대가의 고문(古文)을 이상으로 하는 학풍을 열었다. 이 학풍은 동향 사람인 요내에 의하여 확립되고, 다시 청말의 증국번과 진례(陳澧), 주차기(朱次埼) 등에 승계되었다. 이 학파를 동성파(桐城派)라고 한다.
청대 고증학의 역사적 특질은 그 비정치적인 성격에 있었기 때문에 청대 중기에서 말기에 이르는 청조의 정치적·사회적 곤란이 격화함에 따라 전성을 극한 고증학도 차츰 쇠퇴하고 새로이 경세치용의 학문으로서의 공양학(公羊學)이 대두하게 되었다.

## 같이 보기
- 대진 (청나라)
- 공양학

## 참고 자료
- 이 문서에는 다음커뮤니케이션(현 카카오)에서 GFDL 또는 CC-SA 라이선스로 배포한 글로벌 세계대백과사전의 내용을 기초로 작성된 글이 포함되어 있습니다.